# Шарибівка (зупинний пункт)
Шарибівка (біл. Шарыбаўка) — пасажирський залізничний зупинний пункт Гомельського відділення Білоруської залізниці на електрифікованій лінії Гомель — Жлобин між зупинними пунктами Качанове та Забаб'є. Розташований за 1,3 км на північний захід від села Гали Буда-Кошельовського району Гомельської області.